# Картон
Картон (фр. carton, през итал. cartone, от carta – хартия), – най-дебелата хартия, материал с многоцелево предназначение, произведен от целулоза (често рециклирана), свързващи вещества, пълнители и други съставки в зависимост от функциите, за които се предвижда да бъде използван. Бива избелен и неизбелен (мукава). Рязка граница между картона и хартията не съществува. По руските стандарти (ГОСТ) картонът е хартия с маса над 250 g/m², докато по стандартите на DIN – Германия, картон е всяка хартия с маса над 150 g/m². По предназначение картонът може да бъде опаковъчен, полиграфски, строителен, електротехнически, обувен и др.
Основните технологически операции при производство на картон – смилане, отливане, пресоване и сушене, не се отличават съществено от операциите при производството на хартия, с тази разлика, че като суровина за производство на картон обикновено се използват по-груби и твърдовлакнести целулози – полуцелулоза, сулфатна целулоза и макулатура. Основните характеристики на картона са грамажът (маса на 1 m²), дебелината и влажността. Към специалните характеристики спадат способността му да попива течности, електроизолационните свойства, деформацията при навлажняване и сушене и др.